# Les Invités
Les Invités is het vijfde muziekalbum van het Nederlandse accordeonduo Accordéon Mélancolique. Het werd uitgebracht op augustus 2008. Een centraal thema van het album was de woonomgeving van het duo, die zich kenmerkte door de aanwezigheid van schoonheid van de natuur.

## Muziek
De meeste nummers werden geschreven door bandlid Jean-Pierre Guiran. "L'Arrivée des Invités" werd geschreven in 1978 en jarenlang gebruikt als introductiemelodie van de straatmuziekgroep Rapalje. De andere nummers werden geschreven tussen 2004 en 2008. De opnamen vonden plaats in 2006 en 2008, met uitzondering van "The Godfather", dat in 2002 werd opgenomen. 

## Albumhoes
De albumhoes is een schilderij van het andere bandlid Cherie de Boer gemaakt in 2006 met gemengde aquarel- en gouachetechniek. Op de voorgrond is een bordes te zien waar gasten welkom worden geheten. De gasten, Les Invités, zijn symbolisch weergegeven als ganzen. Inspiratie voor dit schilderij werd gehaald uit wilde ganzen die spontaan rond het huis van de muzikanten kwamen wonen.

## Tracklist
| 1.                 | L'Arrivée des Invités                          | J.P. Guiran                  | 1:37 |
| 2.                 | Ma Chérie                                      | J.P. Guiran                  | 3:55 |
| 3.                 | Bougainville                                   | J.P. Guiran                  | 3:11 |
| 4.                 | Tonton Charles                                 | J.P. Guiran                  | 3:10 |
| 5.                 | Padiki Dikitika                                | J.P. Guiran                  | 6:00 |
| 6.                 | Clandestin                                     | J.P. Guiran                  | 4:09 |
| 7.                 | Tanah Tumpah Darah                             | J.P. Guiran                  | 3:23 |
| 8.                 | Gånglåt                                        | trad. Swedish & J.P. Guiran  | 2:37 |
| 9.                 | The Dancing Tortoise                           | J.P. Guiran                  | 3:06 |
| 10.                | The Godfather: Love Theme, Tarantella, Mazurka | Nino Rota & Carmine Coppola  | 4:24 |
| 11.                | Le Cygne                                       | Saint-Saëns                  | 3:37 |
| 12.                | Por el Camino Real                             | J.V. Torrealba & J.P. Guiran | 2:19 |
| 13.                | Klezmer                                        | trad. Yiddish                | 2:47 |
| 14.                | Gut Morgn                                      | Kostakovsky                  | 2:25 |
| 15.                | Requiem pour une Rose                          | J.P. Guiran                  | 5:39 |
| Totale duur: 52:17 |                                                |                              |      |

## Credits
Bezetting
- Cherie de Boer - accordeon
- Jean-Pierre Guiran - accordeon

Medewerkers
- Jean-Pierre Guiran - productie
- Harry Zwerver - geluidsmix en mastering
- Plan de Campagne, Driebergen - grafisch ontwerp
- Monique Kortbeek - fotografie
- Cherie de Boer - albumhoes
- Christine Hévin - vertaling (Frans)
- Bromiley - vertaling (Engels)